# Regeringen Bárður á Steig Nielsen
Bárður á Steig Nielsens regering er Færøernes regering fra den 16. september 2019 med Bárður á Steig Nielsen fra Sambandsflokkurin som lagmand og ministre fra Fólkaflokkurin, Sambandsflokkurin og Miðflokkurin.
|                                | Minister                          | Parti | Fra               | Til |
| ------------------------------ | --------------------------------- | ----- | ----------------- | --- |
| Lagmand                        | Bárður á Steig Nielsen            | SB    | 16. sepember 2019 |     |
| Vicelagmand                    | Jørgen Niclasen                   | FF    | 16. sepember 2019 |     |
| Ministerium                    | Minister                          | Parti | Fra               | Til |
| Finansministeriet              | Jørgen Niclasen                   | FF    | 16. sepember 2019 |     |
| Sundhedsministeriet            | Kaj Leo Johannesen                | SB    | 16. sepember 2019 |     |
| Udenrigs- og kulturministeriet | Jenis av Rana                     | MF    | 16. sepember 2019 |     |
| Fiskeriministeriet             | Jacob Vestergaard                 | FF    | 16. sepember 2019 |     |
| Erhvervsministeriet            | Helgi Abrahamsen                  | SB    | 16. sepember 2019 |     |
| Socialministeriet              | Elsebeth Mercedis Gunnleygsdóttur | FF    | 16. sepember 2019 |     |